# Joey Didulica
Joseph Anthony Didulica (nascut el 14 d'octubre de 1977) és un porter de futbol croata-australià, que és més conegut com a Joey Didulica.